# North Wootton (Norfolk)
Pour les articles homonymes, voir North Wootton.
North Wootton est une paroisse civile et un village du Norfolk, en Angleterre.